# 지방도 제1021호선
지방도 제1021호선(미수 ~ 남지선)은 대한민국 경상남도 통영시 미수동 진남초등학교 앞과 창녕군 남지읍 고곡삼거리를 잇는 경상남도의 지방도이다. 창녕군과 함안군을 잇는 주요 도로이며, 함안군을 남북으로 관통하고 있다. 창원시 진북면에서 통영시 도산면에 이르는 구간은 국도 제14호선과 중복된다. 또한 통영시 구간에서는 바다를 끼고 도로가 있는 것이 특징이다. 함안군 여향면에서 창원시 진북면에 이르는 구간은 별다른 도로 개설 계획 없이 노선이 끊어져 있는 상태이다. 2013년 도로현황조서 기준으로 대한민국에서 가장 긴 지방도이다.

## 연혁
- 2001년 5월 10일 : 미수 ~ 남지간 도로(함안군 대산면 부목리) 1.04km 구간 개통[1]
- 2003년 2월 20일 : 노선 폐지 및 재지정[2][3]
- 2004년 7월 29일 : 함안군 함안면 봉성저수지 조성 사업으로 노선 이설[4]
- 2004년 11월 2일 : 함안군 산인면 부봉리 ~ 대산면 평림리 5.08km 구간 개통[5]
- 2005년 1월 21일 : 통영시 산양읍 풍화리 2.83km 구간 개통[6]
- 2005년 8월 11일 : 함안군 산인면 송정리 ~ 신산리 구간 노선 조정[7]
- 2006년 1월 9일 : 산인 ~ 함안간 도로 (함안군 함안면 북촌리 ~ 산인면 입곡리) 2.384km 구간 확장 개통[8]
- 2009년 10월 15일 : 지방도 노선 조정[9]
- 2016년 7월 7일 : 진북 ~ 여항간 도로(창원시 마산합포구 진북면 이목리 ~ 영학리) 4.1km 구간 신설 개통[10]

## 주요 경유지
- 통영시
  - (미수동) 진남초등학교앞 - 봉평오거리 - 통영고등학교 - 봉평동 행정복지센터 - 발개삼거리 - 유람선터미널 - 도남관광단지 - 도남동
  - 산양읍 영운리 - 한려초등학교 영운분교 - 신전삼거리 - 신전리 - 화양초등학교 - 새바지고개 - 미남리 - 달아공원 - 연화리 - 삼덕항 - 삼덕삼거리 - 삼덕리 - 새길입구 - 모상삼거리 - 산양초등학교 풍화분교 - 수산자원연구소 - 풍화리 - 향촌삼거리 - 풍화교 - 철둑입구 - 남평리 - 점심이고개(세포고개)
  - 점심이고개(세포고개) - 미수동 - 통영대교 - 경상대학교 통영캠퍼스 - 도천동행정복지센터 - 충무중학교 - 충무여자중학교 - 인평초등학교 - 인평동 - 평림동 - 평림생활체육공원 - 명정야구장 - 해변공원 - 북신동 - 무전사거리 - 통영우체국 - 롯데마트 통영점 - 관문사거리 - 원문고개
  - 광도면 원문고개 - 용호리
  - 도산면 법송리 - 관덕삼거리 - 관덕리
  - 광도면 노산리 - 북통영 나들목 - 노산삼거리 - 광도교 - 노산리 - 동해천2교 - 우동리 - 동해천1교 - 무직고개 - 적덕삼거리 - 덕포리 - 안정리 - 벽방초등학교 - 황리사거리 - 황리 - 송곡치

- 고성군
  - 거류면 송곡치 - 신용리 - 거류체육공원 - 당동삼거리 - 당동리 - 거류초등학교 - 봉곡삼거리
  - 동해면 봉암리 - 장항 - 큰구학포 - 장좌리 - 우두포 - 용정리 - 양촌리 - (덕곡) - 내산리 - 해맞이공원 - 동진교

- 창원시
  - 마산합포구
    - 진전면 동진교 - 창포리 - 이명리 - 장좌교 - 이창교 - 암아 교차로 - 율티리
    - 진북면 예곡리 - 지산리 - 진북교 - 학동삼거리 - 대평 교차로 - 대평리 - 이목리 - 영학리 (금산1반) - (미포장 구간 : 영학리 - 감재고개)

- 함안군
  - 여항면 (미포장 구간 : 감재고개 - 주동리) - 주동리 (제일산장) - 주서리 - 주서교 - 봉성저수지 - 외암1 교차로 - 외암초등학교 - 여항면 행정복지센터 - 외암2 교차로
  - 함안면 외암2 교차로 - 강지교 - 장명 교차로 - 봉성1 교차로 - 봉성2 교차로 - 북촌리 - 대산리
  - 산인면 입곡리 - 입곡교 - 문암삼거리 - 모곡리 - 입곡삼거리 - 입곡과선교 - 산인삼거리 - 산인면 행정복지센터 - 송정교 - 송정리 - 산인초등학교 - 내인리 - 부봉리 - 운곡교 - 운곡리
  - 대산면 옥렬리 - 평림리 - (고원동) - 함안대산고등학교, 대산중학교 - 한국농어촌공사 함안지사동부지소 - 마산교 - 부목리 - 부목삼거리 - 부목보건진료소
  - 칠서면 공단사거리 - 칠서산업단지 - 계내삼거리 - 이룡삼거리 - 남지대교

- 창녕군
  - 남지읍 남지대교 - 남지입구오거리 - 남지리 - 마산리 - 상대포삼거리 - 황새목삼거리 - 성사리 - 아지리 - 두곡삼거리

## 중복 구간
- 통영시 통영대교 : 국가지원지방도 제67호선과 중복
- 통영시 관문사거리 ~ 원문고개 : 국도 제14호선과 중복
- 통영시 도산면 관덕삼거리 ~ 광도면 노산삼거리 : 국도 제14호선, 국도 제77호선과 중복
- 통영시 광도면 노산삼거리 ~ 창원시 마산합포구 진전면 동진교 서단 : 국도 제77호선과 중복
- 창원시 마산합포구 진전면 동진교 서단 ~ 암아 교차로 : 국도 제77호선과 중복
- 창원시 마산합포구 진전면 동진교 서단 ~ 진북면 학동삼거리 : 국가지원지방도 제67호선, 지방도 제1002호선과 중복
- 함안군 여항면 외암2 교차로 ~ 봉성2 교차로 : 국도 제79호선과 중복
- 함안군 산인면 문암삼거리 ~ 산인삼거리 : 국가지원지방도 제30호선, 국가지원지방도 제67호선과 중복
- 함안군 대산면 평림리 ~ (고원동) : 지방도 제1041호선과 중복
- 함안군 칠서면 계내삼거리 ~ 이룡삼거리 : 지방도 제1040호선과 중복

## 도로명
- 통영시 진남초등학교앞 ~ 도남동 : 도남로
- 통영시 산양읍 영운리 ~ 새길입구 : 산양일주로
- 통영시 산양읍 새길입구 ~ 철둑입구 : 풍화일주로
- 통영시 산양읍 철둑입구 ~ 점심이고개 : 산양일주로
- 통영시 점심이고개 ~ 통영대교 북단 : 미수로
- 통영시 통영대교 북단 ~ 경상대학교 통영캠퍼스 남단 : 여황로
- 통영시 경상대학교 통영캠퍼스 남단 ~ 해변공원 : 평인일주로
- 통영시 해변공원 ~ 무전사거리 : 원문로
- 통영시 무전사거리 ~ 관문사거리 : 중앙로
- 통영시 관문사거리 ~ 원문고개 : 남해안대로
- 통영시 원문고개 ~ 광도면 용호리 : 용호로
- 통영시 도산면 법송리 ~ 관덕삼거리 : 도산일주로
- 통영시 도산면 관덕삼거리 ~ 광도면 노산삼거리 : 남해안대로
- 통영시 광도면 노산삼거리 ~ 고성군 거류면 당동삼거리 : 안정로
- 고성군 거류면 당동삼거리 ~ 봉곡삼거리 : 거류로
- 고성군 거류면 봉곡삼거리 ~ 창원시 마산합포구 진전면 동진교 서단 : 조선특구로
- 창원시 마산합포구 진전면 동진교 서단 ~ 암아 교차로 : 회진로
- 창원시 마산합포구 진전면 암아 교차로 ~ 진북면 학동삼거리 : 삼진의거대로
- 창원시 마산합포구 진북면 학동삼거리 ~ 영학리 : 학동로
- 함안군 여항면 주동리 ~ 외암2 교차로 : 여항로
- 함안군 여항면 외암2 교차로 ~ 함안면 봉성2 교차로 : 진함로
- 함안군 함안면 봉성2 교차로 ~ 산인면 문암삼거리 : 성산로
- 함안군 산인면 문암삼거리 ~ 산인삼거리 : 함마대로
- 함안군 산인면 산인삼거리 ~ 산인면 행정복지센터 : 가야로
- 함안군 산인면 산인면 행정복지센터 ~ 대산면 평림리 : 송산로
- 함안군 대산면 평림리 ~ (고원동) : 함의로
- 함안군 대산면 (고원동) ~ 한국농어촌공사 함안지사동부지소 : 대산중앙로
- 함안군 대산면 한국농어촌공사 함안지사동부지소 ~ 칠서면 공단사거리 : 대부로
- 함안군 칠서면 공단사거리 ~ 창녕군 남지읍 남지입구오거리 : 삼칠로
- 창녕군 남지읍 남지입구오거리 ~ 두곡삼거리 : 박진로